# 文县丽蛛
文县丽蛛（学名：Chrysso wenxianensis）为球蛛科丽蛛属的动物。在中国大陆，分布于甘肃等地。该物种的模式产地在甘肃文县。